# Mario Maffi
Pour les articles homonymes, voir Maffi.
Mario Maffi (né en 1947 à Milan) est un universitaire et un historien italien de la littérature, spécialiste de littérature et de civilisation anglo-américaine. Il enseigne à l'université de Milan.

## Publications
Monographies
- (it) La cultura underground, Laterza, 1972
- (it) Le origini della sinistra extraparlamentare, Mondatori, 1976
- (it) La giungla e il grattacielo. Gli scrittori e il "sogno americano", 1865-1920, Laterza, 1980
- (it) Storia della letteratura americana (en collaboration), Sansoni, 1991
- (it) Nel mosaico della città. Differenze etniche e nuove culture in un quartiere di New York, Feltrinelli, 1992
- (it) Sotto le torri di Manhattan. Mappe, nomi, storie. Luoghi, 1998, 1999
- (it) Londra. Mappe, storie, labirinti, Rizzoli, 2000
- (it) New York. L'isola delle colline, Feltrinelli Traveller, 2003
- (fr) Mississippi. Un voyage aux sources de l'Amérique, Grasset, Paris 2008 (édition italienne 2004)
- (it) Tamigi. Storie di fiume, Il Saggiatore, 2008

## Récompenses et distinctions
Le prix Ptolémée de la géographie lui a été décerné pour son livre Mississippi lors du 19e Festival international de géographie de Saint-Dié-des-Vosges en octobre 2008.